# هارييت دارت
هارييت دارت (بالإنجليزية: Harriet Dart)‏ هي لاعب كرة مضرب بريطانية، ولدت في 28 يوليو 1996 في لندن في المملكة المتحدة.

## وصلات خارجية
- هارييت دارت على موقع رابطة محترفات التنس (الإنجليزية)
- هارييت دارت على موقع الاتحاد الدولي لكرة المضرب (الإنجليزية)
- هارييت دارت على موقع كأس بيلي جين كينغ (الإنجليزية)
- هارييت دارت على موقع بطولة ويمبلدون (الإنجليزية)
- هارييت دارت على موقع خلاصة التنس.كوم (الإنجليزية)
- هارييت دارت على موقع إي إس بي إن.كوم (الإنجليزية)